# Viquipèdia en alemany
La Viquipèdia en alemany (Deutschsprachige Wikipedia) és l'edició en alemany de la Viquipèdia. Es va començar el 16 de març del 2001, com la segona edició de Viquipèdia, tot i que és la tercera edició si es té en compte el primer article creat (17 de maig del 2001). La viquipèdia en alemany va arribar a 700.000 articles el 30 de gener del 2008 i és la segona edició més gran després de la Viquipèdia en anglès. La llengua emprada per a la redacció és l'alemany estàndard, si bé s'admeten varietats com la suïssa per a articles locals. Van ser els primers a tenir un "chapter" fora dels Estats Units.
A diferència de la versió catalana, no admet la plantilla esborrany. Tenen projectes únics, com l'avaluació sobre la tasca dels usuaris, o que es vota sobre la qualitat dels articles.
Una altra característica de la Viquipèdia en alemany és que la decisió d'expulsar un usuari es pren per votació pública, amb una majoria de dos terços.
També existeix una pàgina anomenada "Auftragsarbeiten", on qualsevol persona pot oferir una recompensa per a acabar tasques relacionades en la viquipèdia. Una altra característica és que té el rècord en pàgines protegides. i que les categories són en singular.
L'evolució en volum d'articles de la Viquipèdia en alemany és la següent:
- 12 de maig de 2001: 1r article anomenat Polymerase-Kettenreaktion
- 24 de gener de 2003: 10.000 articles
- 4 de juliol de 2003: 20.000 articles
- 8 de febrer de 2004: 50.000 articles
- 13 de juny de 2004: 100.000 articles
- 15 de febrer de 2005: 200.000 articles
- 7 d'octubre de 2005: 300.000 articles
- 18 de maig de 2006: 400.000 articles
- 23 de novembre de 2006: 500.000 articles
- 18 de juny de 2007: 600.000 articles
- 30 de gener de 2008: 700.000 articles
- 6 de setembre de 2008: 800.000 articles
- 27 de desembre de 2009: 1.000.000 articles

## Edicions fora de la Viquipèdia
Van ser pioners en llençar versions estables en CD. Van llançar la primera edició amb CD al novembre del 2004. Es van editar 40.000 còpies que valien tres euros. El CD estava compost per 132.000 articles.
El 6 d'abril del 2005 Directmedia va publicar una nova versió de la Viquipèdia, que era composta d'un CD més un DVD. El DVD tenia 205.000 article. El DVD valia 9,90 euros i es van vendre unes 30.000 còpies.
El desembre del mateix Directmedia va publicar un altre DVD amb 300.000 articles. Amb l'edició hi havia un llibre explicant la història de la Viquipèdia. El preu era de 9,9 euros.
El desembre del 2005 sobre la Viquipèdia llibre va ser el primer d'una sèrie titulada Wikipress. Aquests llibres, publicats per Zenodot, consistia en una recopilació d'articles de la Wikipedia sobre un tema comú, seleccionats i editats pels usuaris. Per de la manca d'interès, el projecte es va acabar després d'uns quants llibres
La Viquipèdia en alemany també volia publicar una versió impresa que consistiria en 100 volums que es publicaria el volum A l'octubre del 2006 fins a la Z el 2010. Aquest projecte es va suspendre per falta de suport de la comunitat. No se'n va publicar cap volum.
El DVD del 2006 i del 2007 es poden descarregar des d'aquesta web Arxivat 2007-09-07 a Wayback Machine..
El 23 d'abril del 2008, l'editorial Bertelsmann va anunciar que tenia previst publicar el setembre un volum d'una enciclopèdia de la Viquipèdia en alemany. El volum va ser de 50.000 articles. Va ser publicat el 15 de setembre de 2008 a tapa dura. El llibre té un preu de 19,95 euros.

## Polèmiques

### La Viquipèdia en alemany plagiada
El març de 2005, la revista alemanya Der Spiegel va publicar un article sobre el Genocidi de Ruanda molt semblant al de la Viquipèdia alemanya a la seva versió en línia. Poc després de la publicació va retirar l'article i van admetre l'error.
A l'abril del mateix any l'enciclopèdia Brockhaus va publicar un article sobre el papa Benet XVI en la seva versió en línia gairebé igual a la de la Viquipèdia alemanya. Poc després es va retirar l'article, però l'enciclopèdia mai no ha admès l'error.

### Violació decopyrightmassiva
Al novembre del 2005, es va descobrir que un usuari anònim havia publicat centenars d'articles trets d'enciclopèdia antigues dels anys 70 i 80 d'Alemanya de l'Est. Aquesta còpia es produïa des del desembre del 2003. Poc després dels descobriments un gran nombre d'editors van eliminar tot el material. Aquesta tasca va ser difícil per dues raons. La primera perquè les enciclopèdies no estaven a l'abast de tothom. L'altre problema era que l'usuari havia fet servir moltes adreces IP diferents.

### Denúncia de Lutz Heilmann
El novembre del 2008, Lutz Heilmann, membre alemany de l'extrema esquerra i ex membre de la Stasi va presentar queixes sobre la Viquipèdia en alemany, a causa del seu article. Va ser bloquejat de la Viquipèdia en alemany durant tres dies i al final va retirar la denúncia perquè el seu partit lluita contra la censura a Internet.